# ویلیام دیون
ویلیام جوزف دیوین (به انگلیسی: William Joseph Devane) (زاده ۵ سپتامبر ۱۹۳۷) هنرپیشه تئاتر، سینما و تلویزیون آمریکایی است. وی در ۵ سپتامبر ۱۹۳۷ در شهر آلبانی، مرکز ایالت نیویورک آمریکا زاده شد. از سال ۱۹۶۷ تا کنون به حرفهٔ هنرپیشگی مشغول است.
از فیلم‌های معروف او می‌توان به ماراتن من، تقاص، علائم حیاتی و نگهبان شب، رعد نورد، نشان و در تلویزیون به سریال ۲۴ اشاره کرد